# Кронк, Леонхард Антонович
Леонхард Антонович Кронк (1932—2014) — советский и эстонский передовик ткацкого производства, помощник мастера комбината «Кренгольмская мануфактура», Герой Социалистического Труда (1960).

## Биография
Родился 27 апреля 1932 года в городе Нарва, Эстония.
В 1948 году — окончил вечернюю среднюю школу и начал работать грузчиком в Нарвском управлении торговли.
В 1950 году стал работать учеником помощника мастера на Староткацкой фабрике комбината «Кренгольмская мануфактура», затем была служба в Советской Армии, после окончания которой вернулся на фабрику, где стал помощником мастера: следил за техническим состоянием оборудования, выяснял причины дефектов в технике и оперативно устранял их, при норме 48 обслуживал 56 ткацких станков, проработал на фабрике 47 лет.
Указом Президиума Верховного Совета СССР от 28 мая 1960 года за выдающиеся производственные успехи и проявленную инициативу в организации соревнования за звание бригад и ударников коммунистического труда Кронку Леонхарду Антоновичу присвоено звание Героя Социалистического Труда с вручением ордена Ленина и золотой медали «Серп и Молот».
Умер 22 октября 2014 года. Похоронен на кладбище Рийгикюла в Нарве.

## Награды
- Герой Социалистического Труда (1960)
- Орден Ленина (1960)
- Почётный гражданин города Нарва (1984)
- медали